# Pokrzywa i kość
Pokrzywa i kość (ang. Nettle & Bone) – amerykańska powieść fantasy z 2022 autorstwa Ursuli Vernon, tworzącej pod pseudonimem T. Kingfisher. 
Zdobyła Nagrodę Hugo dla najlepszej powieści w 2023, była również nominowana do Nagrody Locusa w kategorii najlepsza powieść fantasy i Nagrody Nebula w kategorii najlepsza powieść. W Polsce została wydana w 2023 nakładem wydawnictwa SQN. 
Jest opisywana jako mroczna baśń. Jej protagonistką jest Marra, najmłodsza księżniczka ubogiego królestwa, która chcąc ratować swoją siostrę będącą ofiarą przemocy wyrusza w podróż.